# Animal Crossing: Let's Go to the City

Logo américain du jeu.

Animal Crossing: Let's Go to the City, connu sous le nom de Animal Crossing: City Folk en Amérique du Nord, est un jeu vidéo de type simulation de vie. Édité et développé par Nintendo, ce jeu est exclusif à la console Wii de Nintendo en raison de sa jouabilité adaptée à la télécommande Wii. Un accessoire nommé Wii Speak est sorti en même temps que le jeu, il permet de communiquer avec ses amis dans le jeu.

## Scénario
Dans ce jeu, comme pour ses prédécesseurs, l'objectif est de vivre une vie, construire une maison, l'aménager, la décorer, se faire des amis, le tout dans un univers peuplé par des animaux doués de parole. Animal Crossing: Let's Go to the City est un jeu sans but précis, c'est au joueur de fixer ses objectifs. De plus, le jeu comporte une horloge interne, qui fait que l'environnement dans lequel le joueur se trouve évolue même pendant son absence. Le scénario d'Animal Crossing: Let's Go to the City est très similaire à celui d'Animal Crossing: Wild World.
Le jeu fait un usage minimal des contrôles de mouvements de la télécommande Wii. En effet, on peut déterrer des fossiles, abattre des arbres, pêcher des poissons et attraper des insectes en agitant sa manette mais que le mouvement soit fait vers la gauche, le haut ou le bas produit exactement le même résultat qu'en appuyant simplement sur le bouton A.
Il suffit que des joueurs soient amis dans le jeu pour que, même lorsque la console est éteinte, le jeu échange des données. Pour cela, le jeu installe dans le menu Wii quelques fichiers nécessaires à ce comportement lors de la première insertion du disque.

## Monnaie du jeu
Le jeu possède une monnaie appelée « Clochettes » qui vous servira à payer Tom Nook,vous acheter des habits ou bien vous faire une nouvelle coiffure au centre-ville et plein d'autres choses.

## Les nouveautés
De nouvelles coiffures sont disponibles et il est aussi possible de jouer avec la tête de son Mii.
Les joueurs peuvent aussi créer des « motifs professionnels », lesquels, contrairement aux motifs traditionnels, peuvent être différents pour le devant, le derrière et les manches lorsqu'ils sont utilisés sur un tee-shirt.
Il est maintenant possible de changer de chaussures grâce à Blaise.
Le répertoire des chansons de Kéké en contient 5 nouvelles, pour un total de 75 musiques.
Grâce au bouton « 1 » de la télécommande Wii, on peut prendre des photos et les envoyer à soi-même ou à des amis.

## Personnages
Dans le jeu, le joueur possède son personnage mais d'autres personnages sont aussi dans le jeu, en voici quelques uns:
Amiral : Conducteur du bus ; 
Tortimer : Maire de la ville ; 
Ginette : Coiffeuse ; 
Blaise : Vendeur/laveur de chaussures ;
Carla : Vendeuse de vêtements chics ; 
Rounard : Vendeur/arnaqueur ; 
Lionel : Gérant de l'AJD ; 
Ciboulot : Humoriste pas drôle 
et tous les habitants

### Le centre-ville
Une nouveauté d'Animal Crossing: Let's Go to the City est l'apparition d'un centre-ville où le joueur peut se rendre avec le bus, dirigé par l'Amiral. Il n'est pas possible de jouer en ligne lors de ses déplacements dans la rue marchande. Elle est constituée d'une multitude de commerçants et d'activités qui sont :
- Les Galeries Carla : cet établissement a pignon sur rue et se situe droit devant l'arrêt de bus. Il est ouvert de 9 h à 21 h. Maria la hérissonne en est la vendeuse mais Carla la propriétaire de la galerie peut venir y rendre visite pour donner son avis sur votre tenue et pourra vous donner une précieuse réduction si les vêtements sont portés avec style. Les séries proposées changent chaque saison et sont de haute qualité ce qui fait que le prix total d'une collection coûte plus d'un million de clochettes (la monnaie du jeu). Une série est constituée de 10 meubles avec le sol et le papier peint accordés, une tenue complète avec son haut et son accessoire, une paire de lunettes, une ombrelle, un chapeau et six vêtements.
- Le théâtre Marquee : pour 800 clochettes, il permet de voir une pièce joué par Dr. Ciboulot et exceptionnellement son maître Senseï le lézard à collerette pour obtenir une mimique, expression que le joueur peut reproduire. Il est ouvert de 10 h à 23 h.
- L'Académie des Joyeux Décorateurs (AJD) : Le bureau de l'Académie des Joyeux Décorateurs se situe en dessous de l'horloge du centre-ville et est ouvert de 9 h à 21 h. Lionel la fouine vendeur d'assurance d'Animal Crossing: Wild World est le président de l'association, il a soi-disant tout perdu et n'a pas l'air d'aimer son nouveau travail. Il est possible d'aller voir la pièce témoin se situant au fond du local, elle y expose la pièce qui représente le plus le thème du mois parmi les habitants de la ville et de celle des amis figurent sur la liste d'amis des joueurs.
- L'hôtel des ventes : Celui-ci est ouvert toute la journée. Il est géré par un giroïde, le même que celui qui permettait de sauvegarder dans Animal Crossing. Cette salle permet de mettre aux enchères un lot dans tous les hôtels des ventes des villes appartenant à la liste d'amis des joueurs.
- L’Esthétichien : Dans cet opus, le salon de coiffure ne se situe plus dans l'Hypernook mais se trouve dans le centre-ville. Il ouvre à 8 h, ferme à 21 h et est tenu par Ginette le caniche. Elle peut maintenant vous proposer un masque Mii pour le prix identique d'une coupe de cheveux, c'est-à-dire 3 000 clochettes.
- Chez Astrid : Astrid la voyante possède désormais un cabinet qui se situe au fond de la ruelle de droite. Elle vous prédira votre avenir une fois par semaine où vous donnera la voie des étoiles pour 100 clochettes avec une méthode assez spéciale en son genre.
- Le repaire de Rounard : Cette échoppe ouverte de 10 h à 1 h du matin se trouve au fond de la ruelle malfamée de gauche. On ne peut y accéder que sur invitation, ou après s'être inscrit (ce qui coûte 3 000 clochettes). Elle propose de nouveaux articles toutes les semaines, on y trouve des tableaux qui sont souvent des contrefaçons. Les tableaux peuvent être exposés au musée de la ville après avoir été analysés par le conservateur, Thibou.
- Blaise : Ce nouveau personnage de la série se tient sur les marches de la maison abandonnée entre l'hôtel des ventes et l’Esthétichien. C'est une mouffette cireuse de chaussure. Lorsqu'il aura ciré les chaussures du joueur pour la modique somme de 500 clochettes elles sont changées comme par magie en fonction de la couleur ou du style des vêtements portés. Blaise n'est là qu'entre 9 h et 21 h et lorsqu'il fait beau.
- Le poste de surveillance Resetti : Le soir après 20 h, il y a une chance sur dix pour que le poste soit ouvert. Il se situe caché derrière les cônes à droite du centre-ville, dans le tunnel. Resetti et son frère Don y travaillent, c'est ici que le signal d'alerte se déclenche lorsque quelqu'un réinitialise. Lors de la première visite du joueur, il pourra obtenir la pelle en argent de la part de Resetti.

Il est aussi parfois possible qu'Helium le donneur de ballon et autres accessoires pour jouer apparaisse au centre-ville avec son orgue de Barbarie.

### Un monde encore plus personnalisable
Dans Animal Crossing: Let's Go to the City le joueur peut donner un look plus prononcé à son personnage grâce aux nouveaux vêtements et accessoires, aux nouvelles coupes de cheveux disponibles et avec la possibilité de changer de chaussures. Le fait de pouvoir porter la tête d'un Mii et de créer des vêtements professionnels permet aux joueurs de posséder un style unique et inimitable.
La ville est encore plus malléable car en plus de pouvoir y planter la végétation de son choix, des chemins se forment là où les joueurs circulent le plus et de nouveaux motifs plus réalistes sont offerts par Morsicus pour être posé au sol tel que les motifs routes. Le magasin de Tom Nook une fois arrivé au stade de l'Hypernook vous proposera de revenir aux agrandissements précédents comme le Nookoprix au bout de quelques mois, ce qui n'était pas possible dans les versions précédentes. Le choix de la boutique peut se faire pour des raisons économiques ou esthétiques.

## En ligne
Réutilisant la fonction « en ligne » de l'opus précédent, les joueurs ont la possibilité de se rendre dans d'autres villes en allant parler à Maret et Chausset qui gardent une grande porte,cette grande porte vous permettra d'aller dans les villes de vos amis afin de participer à divers minijeux, échanger des objets, ou visiter.
La grande ville n'a pas de fonction multijoueurs mais il est possible de voir les maisons habitées et de faire des ventes aux enchères en direct.
Il est aussi possible d'écrire à des autres habitants d'autres villes visitées. Participer aux fêtes locales, écouter des musiques, participer à un concours de mode que Carla juge vos habits, concours de la meilleure maison, faire des concours de pêche, insecte, et fossile pour remplir les collections et ainsi donner par la suite au gérant du musée de la ville.
Attention les joueurs dits en ligne ne peuvent pas donner des fossiles, poissons, insectes à un autre musée que dans leur ville d'origine, ils peuvent par contre les donner à l'habitant hôte.

## Connectivité Nintendo DS
Si le joueur possède Animal Crossing: Wild World, il peut reprendre son personnage de la DS et le mettre sur Wii. Le joueur retrouvera donc tout le mobilier commandable sur son catalogue, son visage, mais il ne pourra pas emporter ses économies sur la Wii.
Si le joueur veut se rendre dans la ville d'un ami, il peut télécharger ces données sur la Nintendo DS qui se fait appeler alors valise DS, pour pouvoir envoyer ces données sur la Wii du second joueur.